# Sergej Donatovič Dovlatov
Sergej Donatovič Dovlatov in russo Серге́й Дона́тович Довла́тов? detto Mečik in russo Мечик? (Ufa, 3 settembre 1941 – New York, 24 agosto 1990) è stato un giornalista e scrittore sovietico.

## Biografia
La madre Nora (Нора Сергеевна Довлатова, 1908—1999), di origine armena, era una correttrice di testi letterari, il padre Donat I. Mečik (Донат Исаакович Мечик, 1909-1995), di origine ebraica, regista teatrale. La sua famiglia venne evacuata durante la Seconda guerra mondiale da Leningrado a Ufa, dove lo scrittore nacque.

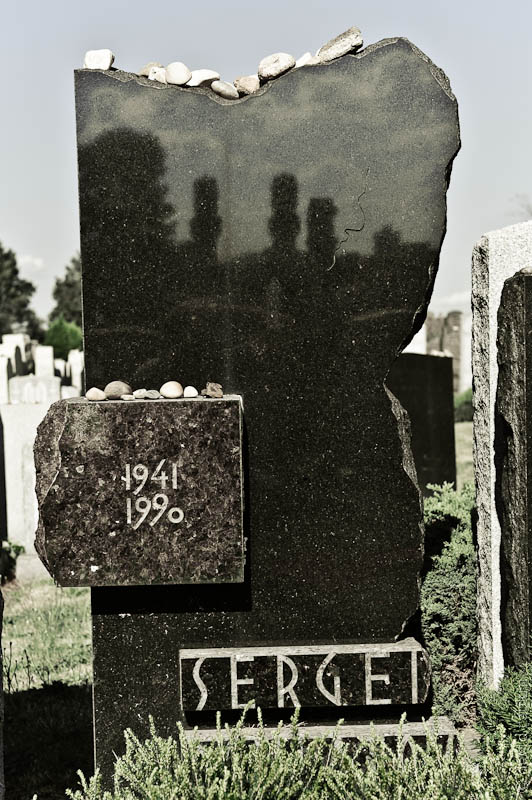
La tomba di Dovlatov al Mount Hebron Cemetery di New York

Dopo il 1945 visse con la famiglia a Leningrado. Qui studiò presso il Dipartimento di lingua finlandese presso la Facoltà di Linguistica dell'Università Statale di Leningrado. Frequentò i poeti Evgenij Borisovič Rejn (Евгений Борисович Рейн), Anatolij Genrichovič Najman (Анатолий Генрихович Найман), Josif Aleksandrovič Brodskij (Иосиф Александрович Бродский) e lo scrittore Sergej Vol'f (Сергей Вольф). Fuoricorso, abbandonò l'università dopo due anni e mezzo.
In seguito venne arruolato nell'esercito e fece servizio per tre anni come guardia di una prigione militare nella Repubblica di Komi (esperienza che descriverà nell'opera Regime speciale)(titolo russo: Зона).
Successivamente si guadagnò da vivere come giornalista in diversi giornali e riviste a Leningrado; negli anni 1972-1975 visse in Estonia e lavorò come corrispondente del giornale Sovetskaja Ėstonija (Советская Эстония) e "Večernij Tallin"  (Вечерний Таллин). Integrava il suo stipendio come guida estiva nella Riserva di Puškin, un museo vicino a Pskov (di cui parlò nel romanzo a sfondo autobiografico Il Parco di Puškin) (titolo russo: Заповедник).
Nel 1975 tornò a Leningrado, e scrisse per il giornale "Kostër" (Костёр).
Dovlatov scrisse varie opere letterarie, ma i suoi numerosi tentativi di pubblicare in Unione Sovietica furono vani. L'edizione del suo primo libro venne distrutta dal KGB. Nel 1976 alcune storie di Dovlatov vennero pubblicate in alcune riviste occidentali in lingua russa, inclusa Kontinent (Континент), Vremja i my (Время и мы): questo fatto provocò la sua espulsione dall'Unione dei Giornalisti dell'URSS.
Nel 1978 con la madre Nora emigrò prima a Vienna e poi, nel 1979, negli Stati Uniti, a New York, dove raggiunse la moglie Elena e la figlia. Qui collaborò a "Novyj amerikanec/The New American" (Новый американец), un giornale di emigrati ebrei in lingua russa, di ispirazione liberal.
Nella metà degli anni ottanta Dovlatov finalmente raggiunse un riconoscimento come scrittore, dopo la pubblicazione nella prestigiosa rivista "The New Yorker".
Morì il 24 agosto 1990 a New York e venne sepolto al cimitero Mount Hebron Cemetery di New York.

## Opere

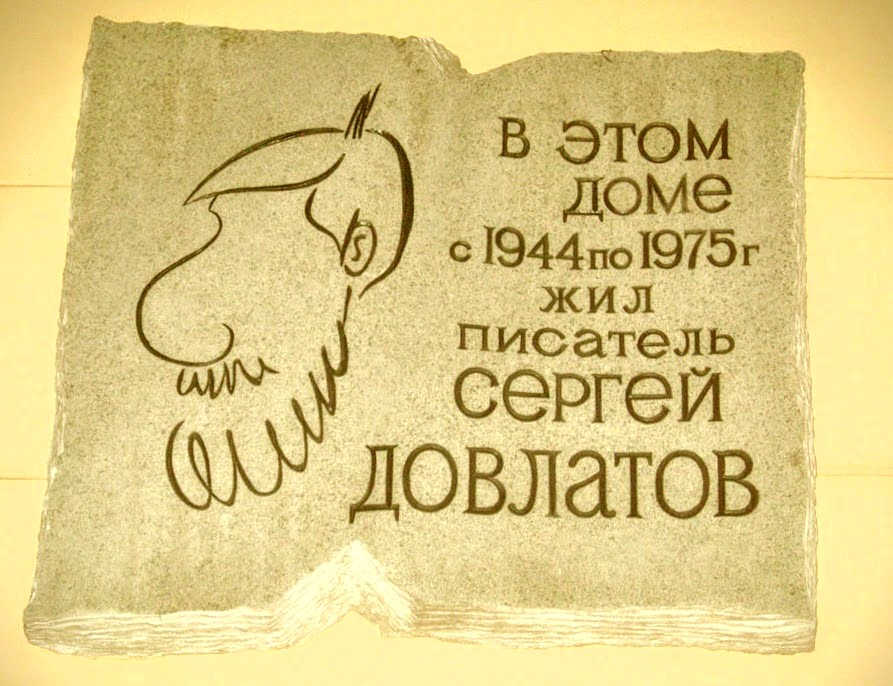
Targa commemorativa posta nella casa di San Pietroburgo dove Dovlatov visse dal 1944 al 1975

Sergej Dovlatov pubblicò dodici libri negli USA e in Europa durante i suoi dodici anni da emigrato. In Unione Sovietica lo scrittore divenne noto grazie alla diffusione di copie clandestine, dette "samizdat" (самиздат), e Radio Liberty. Dopo la sua morte e la dissoluzione dell'Unione Sovietica, numerose raccolte di storie brevi vennero pubblicate in Russia, rendendolo uno dei più amati scrittori russi della seconda metà del ventesimo secolo.

## Edizioni italiane
Le sue opere, pubblicate da Sellerio, tradotte e curate da Laura Salmon, in ordine di uscita in Italia, sono:
- Straniera, 1991 e nuova ed. 1999 (Inostranka - Иностранка, 1986), collana «Memoria» 430
- Compromesso, 1996 e nuova ed. 2000 (Kompromiss - Компромисс, 1981), collana «Memoria» 463, racconti sulla sua attività di giornalista in Unione Sovietica
- La valigia, 1999 (Čemodan: rasskazy - Чемодан, 1986), collana «Memoria» 449, racconti autobiografici che nascono dai ricordi evocati dagli oggetti presenti nella sua valigia di emigrante
- Noialtri, 2000 (Naši - Наши, 1983), collana «Memoria» 487
- Regime speciale. Appunti di un sorvegliante, 2002 (Zona: zapiski nadziratelja - Зона, 1982), collana «Memoria» 535, che narra la sua esperienza da secondino nel campo militare di detenzione
- Il Parco di Puškin, 2004 (Zapovednik: povest' - Заповедник, 1983), collana «Memoria» 622
- La marcia dei solitari, 2006 (Marš odinokich - Марш одиноких, 1984), collana «Memoria» 688, raccolta di articoli pubblicati su giornale The New American
- Il libro invisibile, 2007 (Remeslo - Ремесло, 1985, prima parte: Nevidimaja kniga, 1978), collana «Memoria» 725, disavventure nel pubblicare il suo primo romanzo
- Il giornale invisibile, 2009 (Remeslo - Ремесло, 1985, seconda parte: Nevidimaja gazeta), collana «Memoria» 773, racconto dei tentativi di fondare a New York un giornale di immigrati russi
- La filiale, 2010 (Filial: zapiski veduščego - Филиал, 1990), collana «Memoria» 836, l'amore di un inviato di una radio di emigrati russi per una donna, Tasja, capitata all'improvviso a rovinare tutto
- Taccuini, 2016 (Zapisnye knižki - Записные книжки, 1990), collana «Memoria» 1034

## Altri libri
- Solo per Underwood (Solo na undervude, 1980)
- Presentazione (Predstavlenie i drugie rasskazy, 1987)
- (Poslednjaja kniga)
- (Epistoljarnyj roman c Igorem Efimovym, romanzo epistolare con Igor Efimov)
- La vita è breve (Žizn' korotka: rasskazy)
- (Zapisnye knižki)
- Voce (Golos)
- Ci siamo incontrati, abbiamo chiacchierato (Vstretilis', pogovorili), dalla raccolta Il passo degli appassionati
- (Sobranie prozy v trech tomach, 3 volumi)
- (Sobranie sočinenij, 4 volumi)